# La Granja (Argentina)
La Granja es un pequeño pueblo rural situado en el departamento Colón, provincia de Córdoba, Argentina.
Está conectada con la capital provincial mediante la ruta E53, y tiene una población de 4805 habitantes, con una población masculina de 2487 y una población femenina de 2318 al año 2022.
Está situada a 53 km al norte de la capital cordobesa y a sólo 19 km de Salsipuedes, en la vertiente oriental de las Sierras Chicas, surcada por el río La Granja. Su principal fuente de ingresos es el turismo, debido a la cercanía con las Sierras de Córdoba, es por ello que el pueblo cuenta con balnearios, hoteles, cámpines y cabañas. Existen en el pueblo un centro tecnológico de importancia, algunas escuelas y un cuartel de bomberos voluntarios.

## Municipio
El Municipio de La Granja comprende la localidad propiamente dicha junto a las localidades de Villa Animí y Las Vertientes de la Granja colindantes al Sur, la de Ascochinga, situada 6 km al norte, Los Molles, ubicada 5 km al este y Corral Quemado, 6 km al noroeste.

### Sismicidad
La sismicidad de la región de Córdoba es frecuente y de intensidad baja, y un silencio sísmico de terremotos medios a graves cada 30 años en áreas aleatorias. Sus últimas expresiones se produjeron:
- 22 de septiembre de 1908 (116 años), a las 17.00 UTC-3, con 6,5 Richter, escala de Mercalli VII; ubicación 30°30′0″S 64°30′0″O / -30.50000, -64.50000; profundidad: 100 km; produjo daños en Deán Funes, Cruz del Eje y Soto, provincia de Córdoba, y en el sur de las provincias de Santiago del Estero, La Rioja y Catamarca[2]

- 16 de enero de 1947 (78 años), a las 2.37 UTC-3, con una magnitud aproximadamente de 5,5 en la escala de Richter (terremoto de Córdoba de 1947)[1]

- 28 de marzo de 1955 (70 años), a las 6.20 UTC-3 con 6,9 Richter: además de la gravedad física del fenómeno se unió el desconocimiento absoluto de la población a estos eventos recurrentes (terremoto de Villa Giardino de 1955)

- 7 de septiembre de 2004 (20 años), a las 8.53 UTC-3 con 4,1 Richter

- 25 de diciembre de 2009 (15 años), a las 21.42 UTC-3 con 4,0 Richter